# Juan Carlos Agulla
Juan Carlos Agulla (Córdoba, Argentina 12 de enero de 1928 -  Buenos Aires 14 de enero de 2003), fue un sociólogo, abogado y profesor argentino.
Agullo obtuvo su título de abogado en la Universidad Nacional de Córdoba en 1950, realiza su tesis en la Universidad de Madrid donde en 1953 obtiene el título de doctor en Derecho. En 1959 se doctora en Filosofía en la Universidad de Munich, Alemania. Posteriormente se doctora en Derecho y Ciencias Sociales en la Universidad de Córdoba.
Fue investigador superior del CONICET. Fue miembro de las Academias Nacionales de Educación, de Ciencias de Buenos Aires y de Derecho de Córdoba. Fue profesor de la Universidad Nacional de Córdoba, Universidad Nacional de Buenos Aires, Universidad Católica Argentina y Universidad de Belgrano.

## Temas de su interés
Agulla analizó la identidad cultural hispanoamericana en el ámbito de la humanidad globalizada. Publica Hombres de corazón de fuego. Una epopeya olvidada (2000) donde elabora sobre la concepción judeocristiana de la vida y la forma en que la cultura europea se integra en occidente. 
También dedicó esfuerzo al análisis de la estructura de dominación de la sociedad, sosteniendo que dicha estructura es el ordenamiento legítimo que toman las diversidades y contrastes sociales, que se nutren de la estratificación de la sociedad, de la estructura de poder y de la ideología.
Agulla era un esmerado practicante del pensamiento crítico, y en este sentido consideraba a la sociología, como la “conciencia crítica de la sociedad”.

## Obras
Escribió una treintena de libros sobre sociología. Entre las obras de su autoría se cuentan:
- Eclipse de una aristocracia (1968)
- Sociología de la Educación (1976)
- Estudios sobre la sociedad argentina (1984)
- La experiencia sociológica
- El desarrollo de la ciencia en Argentina (1993)
- Ideologías políticas y ciencias sociales (1996)
- Tiempos de cambio (1997).